# كورة الجفة (الوضيع)

تعديل مصدري - تعديل

كورة الجفه هي إحدى قرى عزلة  الوضيع بمديرية الوضيع التابعة لمحافظة أبين، بلغ تعداد سكانها 184 نسمة حسب تعداد اليمن لعام 2004.